# San Lucas Quiaviní
San Lucas Quiaviní là một đô thị thuộc bang Oaxaca, México. Năm 2005, dân số của đô thị này là 1769 người.